# Oshodi-Isolo
Oshodi-Isolo est une zone de gouvernement local de l'État de Lagos au Nigeria.